# Grentzingen
Grentzingen foi uma antiga comuna francesa na região administrativa de Grande Leste, no departamento Alto Reno. Estendia-se por uma área de 5,2 km². Em 2010 a comuna tinha 537 habitantes (densidade: 103,3 hab./km²).
Em 1 de janeiro de 2016, foi incorporada à nova comuna de Illtal.